# Xeromphalina leonina
Xeromphalina leonina är en svampart som först beskrevs av George Edward Massee, och fick sitt nu gällande namn av E. Horak 1980. Xeromphalina leonina ingår i släktet Xeromphalina och familjen Mycenaceae.   Inga underarter finns listade i Catalogue of Life.